# The Gift of Rock
The Gift of Rock è una raccolta di canzoni di natale ricantate in chiave rock, pubblicato dal gruppo pop rock statunitense Smash Mouth nel 2005.

## Tracce
1. Father Christmas – 3:38
2. Baggage Claim – 3:31
3. Don't Believe In Christmas – 1:47
4. Christmas – 3:14
5. Zat You, Santa Claus? – 2:19
6. The Christmas Song – 2:34
7. Snoopy's Christmas – 2:15
8. Christmas Ain't Christmas – 2:03
9. Come On Christmas, Christmas Come On – 2:23
10. Merry Christmas (I Don't Want to Fight Tonight) – 2:36

## Formazione
- Steve Harwell - voce
- Greg Camp - chitarra
- Paul De Lisle - basso
- Michael Urbano - batteria